# ت ع م+04:30
ت ع م+04:30 (بالإنجليزية: UTC+04:30)‏، هو معرف لمنطقة زمنية تقع قبل التوقيت العالمي المنسق (ت ع م) بأربع ساعات ونصف +04:30، ويستخدم لقياس الوقت.

## التوقيت الرسمي

### طوال السنة
- أفغانستان

## استخدام سابق
- إيران: في 22 سبتمبر 2022 ألغت إيران هذا التوقيت والذي كان يُحتسب توقيت صيفي وأعلنت بدء العمل بالتوقيت الشتوي حيثُ سيتقلص إلى 3.5 ساعة بدلا عن 4.5 ساعة حاليًّا.[1]